# Nasal alveolar sonora
La consonant nasal alveolar sonora es transcriu [n] en l'AFI, és a dir, la lletra Ena minúscula. És un dels sons més freqüents en les llengües del món.

## Característiques
- És un so nasal perquè l'aire surt alhora pel nas i per la boca.
- És alveolar quant al punt d'articulació perquè la punta de la llengua toca la part del darrere de les dents.
- És un so de la parla sonor, ja que hi ha vibració de les cordes vocals.

## En català
El català té aquest fonema, que usualment representa el so de la lletra ena, com a nen. A vegades, però, pot ser una assimilació d'una altra grafia (usualment ema) davant d'un so alveolar.